# Ludwik Jachymiak
Ludwik Jachymiak (ur. 25 czerwca 1866 w Krauszowie, zm. w 1930 w Lubojence) – polski kolejarz, działacz związkowy i polityk, poseł na Sejm I kadencji w II RP z ramienia Związku Ludowo-Narodowego.

## Życiorys
Pochodził z rodziny chłopskiej. Syn Józefa Jachymiaka (1831-1917) i Marianny Chryc (1841-1920). Ukończył Gimnazjum św. Anny w Krakowie i studia na Wydziale Prawa i Administracji, na Uniwersytecie Jagiellońskim. Odbył służbę wojskową w armii austriackiej, uzyskując stopień ppor. rezerwy. Do lat 20. był zatrudniony w dyrekcji Miejskiej Kolei Żelaznej w Krakowie. Działacz wielu organizacji m.in. „Sokoła” (od 1911) oraz prezes miejscowego koła Związku Urzędników Kolejowych (od 1918). Pełnił funkcję prezesa Polskiego Związku Kolejowców (1920-1923) oraz prezesa Polskiej Centrali Spożywców Spółdzielni Kolejowych. Był posłem I kadencji Sejmu (1922–1927). 
W 1927 przeszedł na emeryturę i zamieszkał w Lubojence, k. Częstochowy. 